# Naoki Matsudo
Naoki Matsudo (Japans: 松戸 直樹, Matsudo Naoki) (Chiba, 25 juli 1973) is een Japans voormalig motorcoureur.

## Carrière
Matsudo maakte op zesjarige leeftijd zijn motorsportdebuut in de pocketbikes. In 1992 debuteerde hij in de TT-F1-klasse van het All Japan Road Race Championship, waarin hij zestiende werd. In de daaropvolgende zeven seizoenen kwam hij uit in het Japanse 250cc-kampioenschap. In 1996 en 1997 werd hij respectievelijk vijfde en vierde in de eindstand. In 1997 maakte hij tevens zijn debuut in de 250cc-klasse van het wereldkampioenschap wegrace op een Yamaha als wildcardcoureur in zijn thuisrace en eindigde hierin als tiende. In 1998 werd hij derde in het Japans kampioenschap. Ook nam hij dat jaar wederom deel aan de 250cc-race in de Grand Prix van Japan en behaalde hierin een derde plaats. In 1999 werd hij kampioen in het Japans kampioenschap en reed hij in vier races van het wereldkampioenschap als wildcardcoureur en als vervanger van de geblesseerde Olivier Jacque.
In 2000 reed Matsudo zijn eerste volledige seizoen in het WK 250 cc op een Yamaha. Hij behaalde een podiumplaats in de Grand Prix van Groot-Brittannië en werd met 79 punten tiende in het kampioenschap. In 2001 was een vierde plaats in Japan zijn beste klassering en werd hij met 112 punten negende in de eindstand. In 2002 behaalde hij opnieuw zijn beste resultaat in zijn thuisrace, ditmaal met een zesde plaats. Met 92 punten werd hij weer tiende in het klassement. In 2003 waren drie vijfde plaatsen in Frankrijk, Catalonië en Rio de Janeiro zijn beste resultaten. Met 119 punten werd hij negende in de rangschikking. In 2004 reed hij zijn laatste seizoen in de klasse. Het was qua resultaten ook zijn minste jaar, met twee achtste plaatsen in Groot-Brittannië en Valencia als hoogtepunten. Met 41 punten werd hij vijftiende in het eindklassement.
In 2005 keerde Matsudo terug naar het All Japan Road Race Championship, waarin hij in de superbike-klasse op een Honda reed. Hij eindigde met 62 punten als achtste in het kampioenschap. Ook debuteerde hij in de 8 uur van Suzuka, waarin hij kon strijden om de overwinning, maar uiteindelijk door een val van een van zijn teamgenoten de race niet kon uitrijden. Verder maakte hij dat jaar zijn MotoGP-debuut op een Moriwaki als wildcardcoureur tijdens zijn thuisrace, maar viel hij al in de eerste ronde uit. In 2006 was hij de testcoureur van het MotoGP-fabrieksteam van Kawasaki. In deze hoedanigheid nam hij opnieuw deel aan zijn thuisrace als wildcardcoureur, maar hierin kwam hij opnieuw niet aan de finish.
In maart 2007 crashte Matsudo tijdens een MotoGP-test op Autopolis, waarbij hij vier breuken in zijn rechterdijbeen opliep. In het ziekenhuis kreeg hij een ontsteking in zijn bot en op een bepaald moment werd overwogen om zijn been te amputeren. In juli 2007 onderging hij een operatie en werd er een stuk van zijn bot nabij de ontsteking verwijderd, waardoor zijn carrière als motorcoureur voorbij was. Na deze operatie ging hij zijn herstelperiode in door middel van de Ilizarov-methode om het overgebleven stuk bot te laten groeien tot zijn originele grootte. Sinds 2010 is hij in staat om zonder krukken te lopen. Vervolgens keerde hij terug in de motorsport als eigenaar van Team Grace, een opleidingsprogramma voor jonge motorcoureurs.